# Supercupa României 2020
Supercupa României 2020 a fost cea de-a 22-a ediție a Supercupei României. Meciul a avut loc între campioana Ligii I 2019-2020, CFR Cluj, și câștigătoarea Cupei României 2019-2020, FCSB.
Deși, în mod normal, disputa din Supercupa României are loc la începutul sezonului următor, acest lucru nu s-a întâmplat pentru această ediție din cauza Pandemiei de coronavirus. Mai exact, având în vedere pauza dintre sfârșitul Ligii I 2019-20 (5 august 2020) și începutul sezonului 2020-21 (21 august 2020), organizatorii au decis ca meciul să fie amânat datorită imposibilități desfășurării jocului. O singură dată s-a mai întâmplat acest lucru atunci când Supercupa României 2001 dintre Steaua București și Dinamo București s-a desfășurat în martie 2002.
Supercupa s-a jucat pe Stadionul Ilie Oană din Ploiești, pe 15 aprilie 2021, cu începere de la orele 19:00. După 90 de minute de joc, scorul a fost 0–0, iar la loviturile de departajare, CFR Cluj s-a impus cu 4–1.

## Echipe
| Echipă   | Calificare                            | Participări anterioare (cu caractere aldine indică câștigatoarea)     |
| -------- | ------------------------------------- | --------------------------------------------------------------------- |
| CFR Cluj | Câștigătoare a Ligii I 2019–20        | 6 ( 2009, 2010, 2012, 2016, 2018, 2019)                               |
| FCSB     | Câștigătoare a Cupei României 2019–20 | 11 (1994, 1995, 1998, 1999, 2001, 2005, 2006, 2011, 2013, 2014, 2015) |

## Detaliile meciului
| CFR Cluj                         | 0–0 (d.p.) | FCSB                      |
| -------------------------------- | ---------- | ------------------------- |
|                                  | Detalii    |                           |
| Rondón · Chipciu · Păun · Camora | 4–1        | Radunović · Perianu · Șut |

| CFR Cluj | FCSB |

| P                 | 87 | Giedrius Arlauskis     |     |     |
| F                 | 4  | Cristian Manea         |     | 72' |
| F                 | 15 | Syam Ben Youssef       |     |     |
| F                 | 3  | Andrei Burcă           |     |     |
| F                 | 45 | Mário Camora (c)       |     |     |
| M                 | 5  | William Soares         |     | 83' |
| M                 | 28 | Ovidiu Hoban           |     |     |
| M                 | 75 | Adrian Gîdea           |     | 8'  |
| A                 | 10 | Ciprian Deac           | 50' |     |
| A                 | 22 | Gabriel Debeljuh       | 30' | 72' |
| A                 | 18 | Valentin Costache      |     | 72' |
| Schimbări:        |    |                        |     |     |
| P                 | 34 | Cristian Bălgrădean    |     |     |
| F                 | 16 | Mateo Sušić            |     |     |
| F                 | 13 | Denis Ciobotariu       |     | 72' |
| F                 | 14 | Iasmin Latovlevici     |     |     |
| M                 | 98 | Nicolae Carnat         |     |     |
| M                 | 27 | Alexandru Chipciu      |     | 72' |
| M                 | 8  | Rúnar Már Sigurjónsson |     | 83' |
| A                 | 99 | Mario Rondón           |     | 8'  |
| A                 | 7  | Alexandru Păun         |     | 72' |
| Antrenor:         |    |                        |     |     |
| Edward Iordănescu |    |                        |     |     |

| P            | 99 | Andrei Vlad         |     |     |
| F            | 23 | Ovidiu Popescu      |     |     |
| F            | 16 | Dragoș Nedelcu      | 84' |     |
| F            | 6  | Denis Haruț         |     |     |
| F            | 3  | Ionuț Panțîru       |     |     |
| M            | 11 | Olimpiu Moruțan     |     | 46' |
| M            | 26 | Răzvan Oaidă        |     | 46' |
| M            | 5  | Valentin Simion     |     |     |
| A            | 20 | Ionuț Vînă          |     | 46' |
| A            | 10 | Florin Tănase (c)   |     | 46' |
| A            | 37 | Octavian Popescu    |     | 46' |
| Schimbări:   |    |                     |     |     |
| P            | 1  | Cătălin Straton     |     |     |
| F            | 2  | Valentin Crețu      |     | 46' |
| F            | 33 | Risto Radunović     | 51' | 46' |
| F            | 18 | Aristeidis Soiledis |     |     |
| M            | 25 | Ovidiu Perianu      |     | 46' |
| M            | 89 | Adrian Șut          |     | 46' |
| M            | 35 | Ciprian Timiș       |     |     |
| A            | 9  | Ante Vukušić        |     |     |
| A            | 31 | Andrei Istrate      |     | 46' |
| Antrenor:    |    |                     |     |     |
| Anton Petrea |    |                     |     |     |

| Omul Meciului - Andrei Vlad | Regulile meciului - 90 de minute. - Lovituri de departajare în caz de egalitate. - Nouă rezerve. - Cinci schimbări. |

## Legături externe
- Supercupa României pe FRF.ro